# Минир (Илиноис)
Минир (енгл. Minier) град је у америчкој савезној држави Илиноис.

## Демографија
По попису из 2010. године број становника је 1.252, што је 8 (0,6%) становника више него 2000. године.
| Група             | 2000.         | 2010.         |
| Белци             | 1.217 (97,8%) | 1.214 (97,0%) |
| Афроамериканци    | 2 (0,2%)      | 3 (0,2%)      |
| Азијати           | 2 (0,2%)      | 6 (0,5%)      |
| Хиспаноамериканци | 16 (1,3%)     | 16 (1,3%)     |
| Укупно            | 1.244         | 1.252         |